# Lac Junín
Pour les articles homonymes, voir Junin.
Le lac Junín ou Chinchayqucha en quechua, ce qui signifie dans cette dernière langue le lac du Nord, se trouve dans une vallée interandine au centre du Pérou. C’est le plus grand lac entièrement péruvien (le lac Titicaca est plus vaste mais est partagé entre le Pérou et la Bolivie). Il se trouve à une altitude supérieure à 4 000 m et fait partie du bassin amazonien. Il donne naissance au río Mantaro qui baigne la vallée du même nom, la plus grande vallée des Andes centrales péruviennes. La majeure partie du lac se trouve dans la province de Junín, région de Junín, la rive nord-est se trouvant dans la province de Pasco, Région de Pasco. Le lac est également reconnu zone importante pour la conservation des oiseaux.

## Noms successifs
Le lac tire son nom actuel de la localité de Junín et de la Pampa de Junín où le libertador Simón Bolívar gagna une importante bataille contre les troupes espagnoles dans la lutte pour l’indépendance sud-américaine. À l’époque coloniale, cette ville de Junín s’appelait Los Reyes à l’instar de la capitale de la vice-royauté (Lima)  et le lac était appelé le lac de los Reyes. Il fut rebaptisé en même temps que la ville proche.

## Température
En raison de l’altitude élevée, la température des eaux du lac est plutôt basse avec une moyenne de 12 °C. Mais cette température peut monter à 25 °C les jours de plein soleil.

## Intérêt écologique
Le lac Junín est bordé par une végétation de plantes aquatiques qui peut s’étendre par endroits sur une largeur de 6 km. Cette végétation devient alors si dense qu’elle est impénétrable. Le lac abrite dans ses marécages, ses roselières et ses îlots des milliers d’espèces d’oiseaux aquatiques, de batraciens, cochons d’Inde, renards et viscaches qui se sont adaptés au froid climat de la puna. Le lac Junín est l’unique habitat du grèbe de taczanowski, Podiceps taczanowskii, un des oiseaux les plus rares au monde, du râle du lac Juin (Laterallus tuerosi) et de la sous-espèce du grèbe de Rolland (Rollandia rolland morrisoni). Les poissons sont abondants mais sont également  représentés par plusieurs espèces introduites.
La richesse de la flore et de la faune ont justifié le classement par le gouvernement péruvien d’un territoire de 53 000 ha formé par le lac et les terres inondables en Réserve Nationale le 7 août 1974.
On trouve également dans cette zone les conditions idéales pour la culture de la maca.

## Environnement
Une usine hydroélectrique régule le niveau des eaux du lac au déversoir du lac. Lors des années de fortes pluies, les fluctuations du niveau des eaux sont limitées, mais en période de sécheresse ce niveau peut baisser de 1,5 à 2 m et découvrir de vastes étendues.
Depuis 1933, le lac reçoit des rejets d'exploitation minière qui affectent la faune aquatique. Les eaux usées des villes de Junín et de Carhuamayo contribuent aussi à la pollution du lac. Ces formes de pollution aggravent le processus naturel d'eutrophisation de cette zone humide.